# Catedral patriarcal de Sant Jordi
La Catedral patriarcal de Sant Jordi (en grec: Καθεδρικός ναός του Αγίου Γεωργίου Kathedrikós Naos tou Georgiou Agíou) es troba en el barri de Fener a Istanbul, a Turquia, i és la seu del Patriarcat ecumènic de Constantinoble.

## Història
L'església, abans part d'un monestir ortodox, l'any 1600 va ser elevada a seu del patriarca de Constantinoble per Mateu II de Constantinoble (1596-1603), que va ordenar el trasllat de la seu del Patriarcat ecumènic a l'església de Sant Jordi, en el barri de Fener, centre de la vida grega-ortodoxa d'Istanbul. La seu del Patriarcat ecumènic de Constantinoble va ser traslladada des de l'església de Sant Demetri Xyloportas.
Darrere de l'edifici de l'església hi ha els edificis administratius i la biblioteca del Patriarcat ecumènic. L'edifici va ser modificat més vegades en el curs dels anys i pocs elements pertanyen encara a l'estructura original. El patriarca Timoteu II (1612-1620) va renovar l'edifici, ampliant la seu el 1614. Els primers anys del segle xviii la seu va ser danyada per un incendi. El 1720 el patriarca Jeremies III (1716-1726, 1732-1733) reprèn la restauració de la seu, continuada després pel patriarca Paisi II. El 1738 un altre incendi va fer malbé l'edifici. La darrera reconstrucció principal va ser abordada pel patriarca Joaquim III de Constantinoble (1878-1912).
L'església va quedar novament danyada per un incendi el 1941 però per motius polítics, i no va ser restaurada fins al 1991. Els seus objectes més preciosos van ser salvats de les flames. El 3 desembre del 1997 un atemptat amb dinamita va ferir greument un diaca i va danyar l'edifici.
Després de la caiguda de l'imperi otomà i l'ascens de la república turca, la major part de la població grega-ortodoxa d'Istanbul va ser obligada a emigrar, i avui la seu de Sant Jordi té un paper simbòlic com a centre del Patriarcat ecumènic i com a lloc de peregrinació pels cristians ortodoxos.

## Descripció
L'exterior de l'església, amb façana d'influència neoclàssica, és bastant modest, però l'interior és ricament decorat amb icones i mosaics de la típica tradició romana d'Orient.
En l'església són custodiades precioses relíquies, entre els quals destaca, de forma particular, un fragment d'una de les columnes de la flagel·lació de Crist) (una altra molt més ben conservada és a Roma a la Basílica de Santa Pràxedes); una altra relíquia és de sant Andreu apòstol, considerat tradicionalment el primer bisbe de la ciutat, Gregori de Nazianz, Joan Crisòstom i Eufèmia de Calcedònia. Entre altres objectes preciosos destaca el tron patriarcal del segle v.

## Galeria

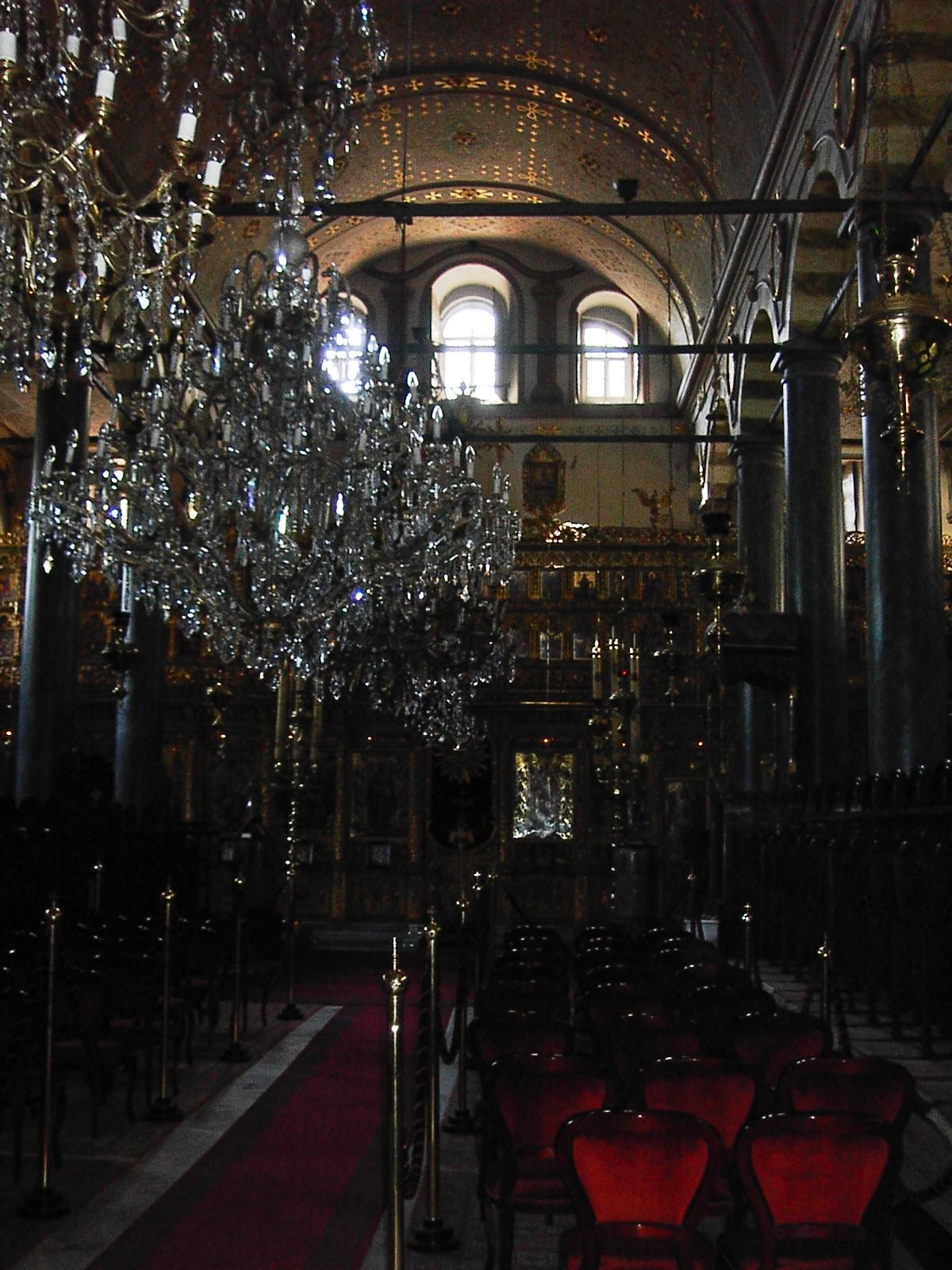
L'interior de l'església
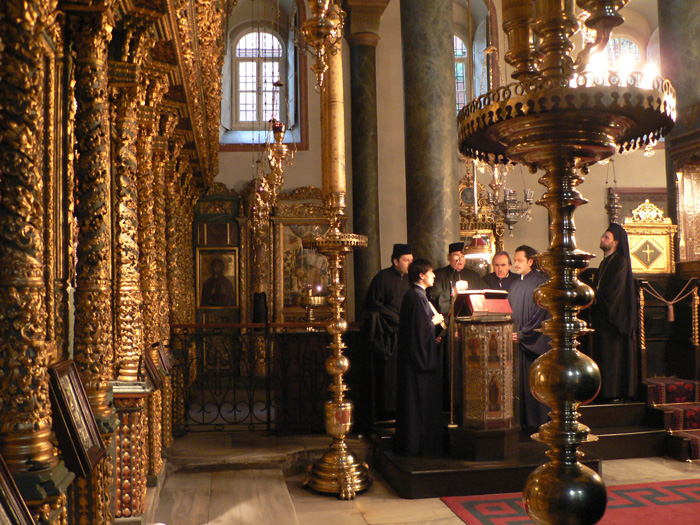
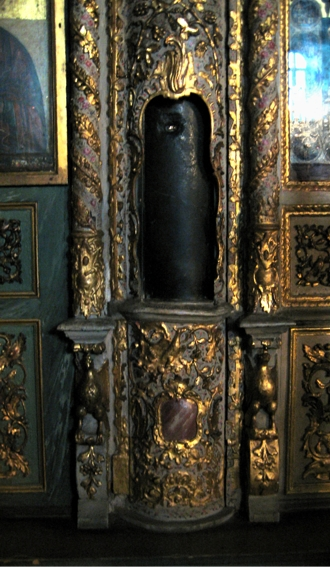
Fragment d'una de les columnes de flagel·lació
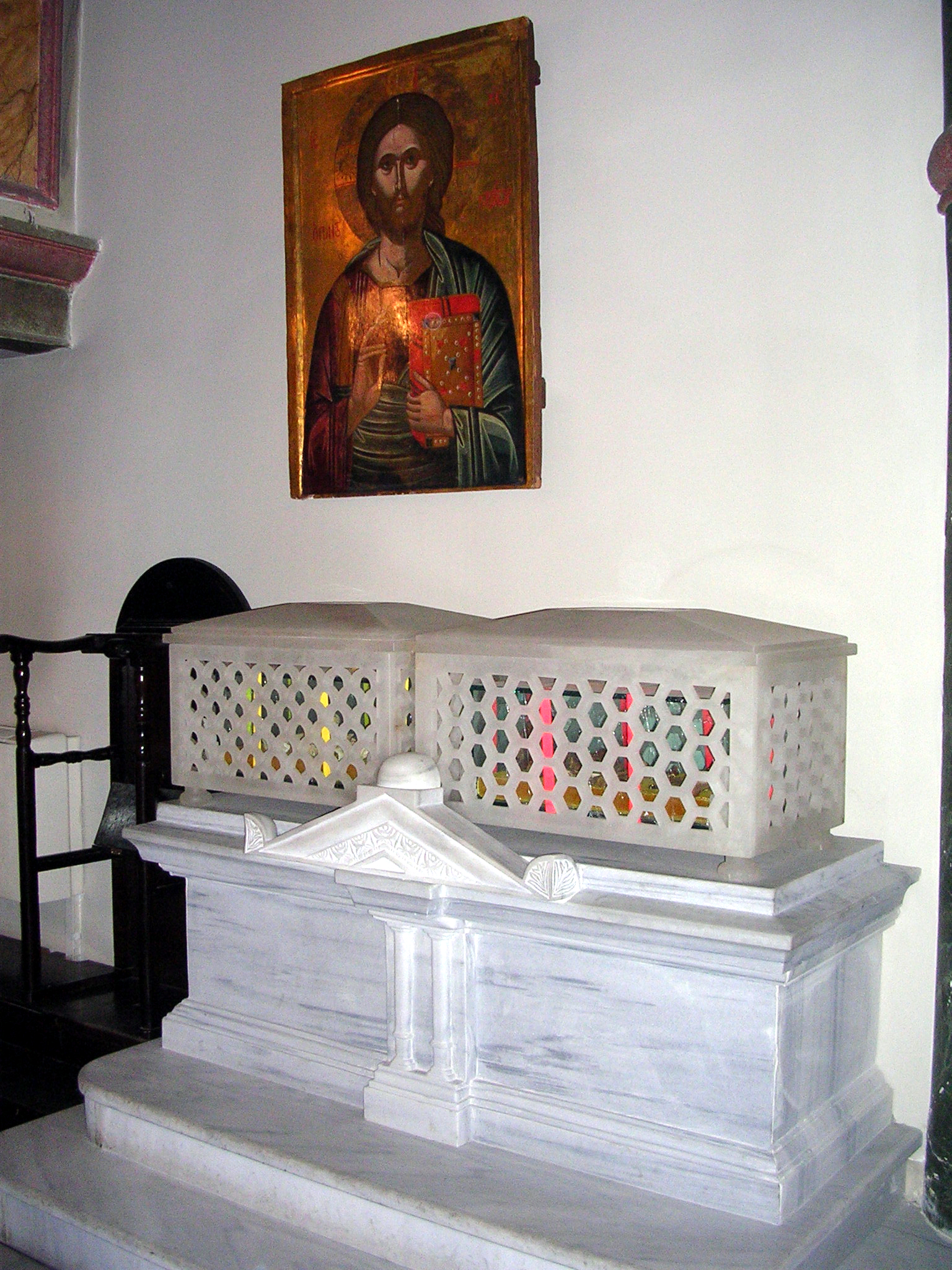
Reliquiaris de Sant Gregori el teòleg i Sant Joan Crisòstom
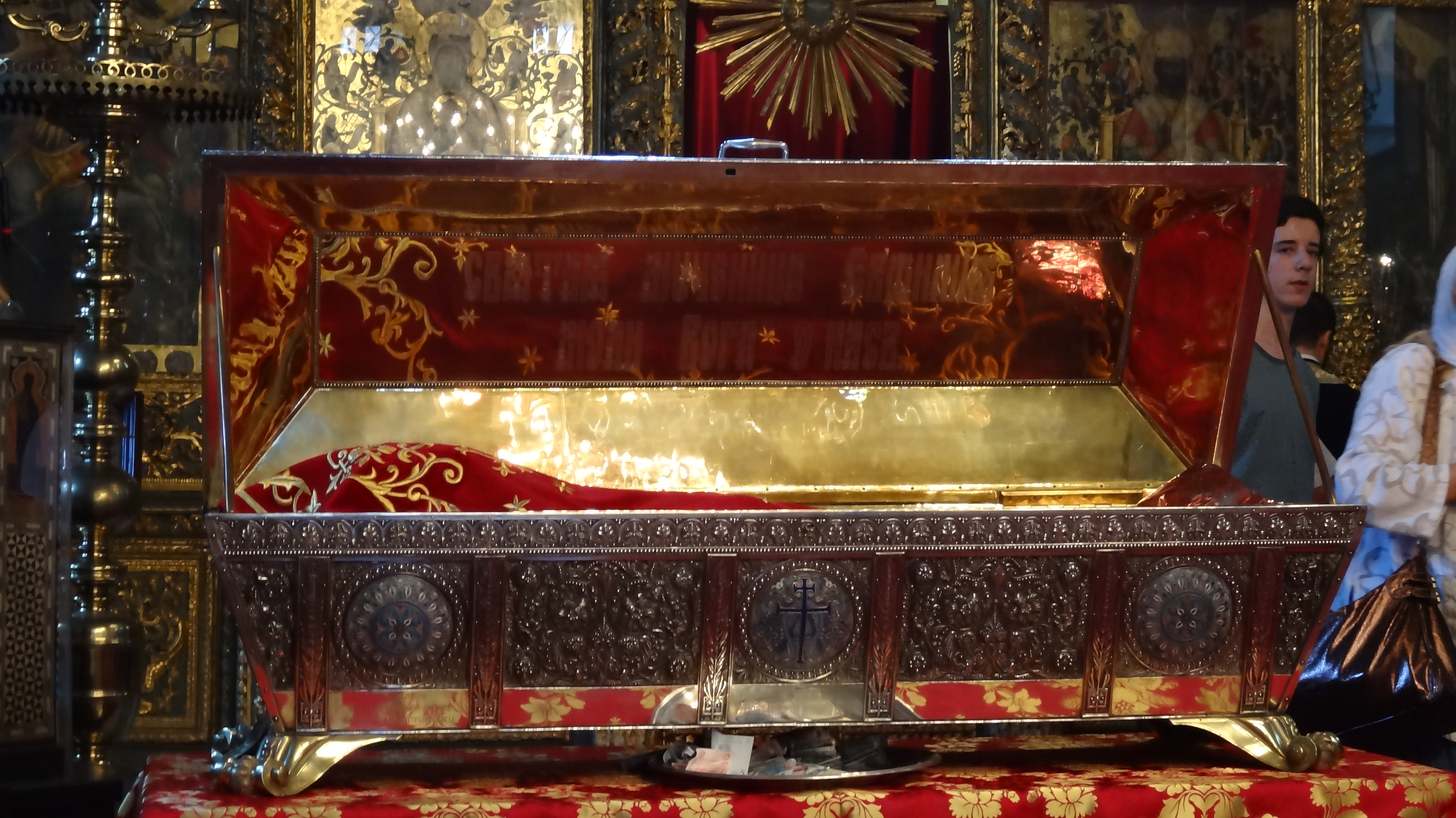
Reliquiari de Sant Eufemia